# Cyclophora unifasciata
Cyclophora unifasciata är en fjärilsart som beskrevs av Donovan 1808. Cyclophora unifasciata ingår i släktet Cyclophora och familjen mätare. Inga underarter finns listade i Catalogue of Life.